# K-56 (苏联潜艇)
-56号核动力攻击潜艇是苏维埃社会主义共和国联盟红海军E级核潜艇的同型舰，该艇于1973年6月14日由于导航工作出现严重失误造成与一艘民用船只相撞而被迫回场进行大修，修复之后仍然在太平洋舰队服役了若干年并在80年代末期最后除役。

## 建造与服役情况
K-56艇属于675型，1966年8月入役，服役于俄罗斯太平洋舰队。事故之后的1979年8月重新下水并改进为675MK型。在太平洋和印度洋执行过3次作战任务，航行时间313天，航程总计124,649海里。

## 相撞事故
1973年6月13日上午，K-56艇在日本海进行实弹演习的时候导弹全部命中目标，以很好的成绩结束了演习之后与符拉迪沃斯托克号巡洋舰结伴回港。导弹的观测工作人员都在K-56艇上，还有列宁格勒地方的工程师以及一些额外的从K-23艇转移过来的军官等总计增加了36人。
大约凌晨1点时，潜艇处于水面工作状态进入圣彼得湾海域。航海船员与巡洋舰进行了最后一次接触，并记录下雷达发现前方75千米，有一个航速9节的水面船只，潜艇大约在2小时内接触，但当航海员将情况报告给艇长时，潜艇艇长似乎没有对航向进行调整，与此同时潜艇上的“信天翁”雷达由于在导弹演习中处于满负荷状态而在当时进行维护。艇长下达命令允许关闭雷达但与此同时艇长显然未预料到之后将要发生的灾难。
2小时后雷达重新开启并立即发现了4个雷达反射点，经过雷达兵的辨认发现前方水面艇已经进入危险距离，而实质上这时潜艇的瞭望哨已经发现了那艘船的导航灯光。舰长立即下令进行紧急规避动作但2分钟后这艘水面艇，科学人堡号以9节的速度与K-56艇的右舷相撞，在I舱和II舱之间撕开了一个4米的口子。
相撞不久后由于水压力，口子被迅速扩大并让整个II舱在大约30分钟内被海水灌满，而为了保证整个潜艇的安全，II舱的水密门被关闭，很多在II舱内的艇员和地方人员不是被淹死就是在起初海水进入舱室淹没电池时放出的有毒气体熏死，由于II舱的人员严重超载，艇载保存系统仅够不到一半的人使用，而最早的设计中潜艇可以保持一定时间让舱室内的人转移，但也由于超载而使得最后很多人留在了II舱。
相撞之后巡洋舰符拉迪沃斯托克号收到救援信号并实施救援，一部分舰上的人员被转移到了巡洋舰上。最后潜艇被救援船只拖到了附近的沙洲上搁浅以保证潜艇不会下沉。在I舱内的22名艇员与此同时仍然在积极地堵漏防渗，保存了仅有的一些氧气并最后撑到了潜艇搁浅得到解救。
之后救助船只牵引K-56艇从沙洲到浮船坞中，并最后将其拉回港口的船坞中。这次事件随后苏联官方介入进行严格的秘密调查，整个调查过程一直保密而仅仅在最后宣布称此次事故为一起“恶劣的导航错误时间并导致了严重的后果”此次事件中1位地方人员，16位军官，5位准尉以及5名水兵在此次事故中丧生或阵亡。此次事件也让苏联将保持雷达导航或其他舰只平台协助雷达导航作为潜艇水面航行时的必须步骤，并且严格规定潜艇的载员人数。